# 2,4-二羟基二苯甲酮
2,4-二羟基二苯甲酮（英語：benzoresorcinol）是一种有机化合物，属二苯甲酮类紫外线吸收剂，俗称二苯甲酮一1（BP一1）或紫外线吸收剂UV-0，商品名UV-214，化学式C13H10O3，可见于拟南芥等物种。

## 合成
2,4-二羟基二苯甲酮可由间苯二酚和苯甲酰氯在氯化铝存在下反应制得；或和三氯甲苯反应得到：